# Gravitationslinseeffekt
Gravitationslinseeffekten er et fænomen, der opstår som følge af stærke gravitationsfelter (rettere rumtidskrumning) afbøjer elektromagnetiske bølger (f.eks. lys og radiobølger). Dette er en følge af Einsteins relativitetsteori. 
Lyset fra et fjernt, lysstærkt objekt, for eksempel en en fjern galakse eller kvasar, der ligger tæt ved synslinjen til en nærmere galakse, kan blive afbøjet på en sådan måde, at galaksen eller kvasaren ses mere end én gang. Den nærmere galakse benævnes gravitationslinsen eller tyngdelinsen. Hvis den fjerne galakse ses som en ring omkring gravitationslinsen, kaldes det en Einstein-ring (se billedet). 
Der kendes nu et hundredetals Einstein-ringe; den første komplette Einstein-ring, der blev fundet var B1938+666.  James Webb rumeleskopet har også fundet en komplet Einstein-ring.
Galaksen MACS 1149-JD med en alder på 13,5 milliarder år er blevet fundet ved hjælp af gravitationslinseeffekten. Det er muligvis den tidligste galakse, vi endnu kender til. 

Også en supernova er blevet spottet som multiple billeder i et gravitationsfelt fra en galakse.